# Arthur Benjamin
Arthur Leslie Benjamin (Sydney (Austràlia), 18 de setembre, 1893 – Londres (Regne Unit), 10 d'abril, 1960) va ser un compositor, pianista, director d'orquestra i professor australià.
És conegut sobretot com el compositor de la Rumba Jamaicana (1938) i de la Cantata dels núvols de tempesta, que apareix en ambdues versions de la pel·lícula d'Alfred Hitchcock, L'home que sabia massa, el 1934 i el 1956.

## Joventut i la guerra
Arthur Benjamin va néixer en una família jueva, tot i que era un jueu no practicant. Els seus pares es van traslladar a Brisbane quan Arthur tenia tres anys. Als sis anys, va fer la seva primera aparició pública com a pianista i la seva formació musical formal va començar tres anys més tard amb George Sampson, organista de la catedral de Sant Joan i organista de la ciutat de Brisbane. El 1911, Benjamin va guanyar una beca de la "Brisbane Grammar School" al Royal College of Music (RCM), on va estudiar composició amb Charles Villiers Stanford, harmonia i contrapunt amb Thomas Dunhill, i piano amb Frederic Cliffe.
L'any 1914 es va incorporar al Cos d'Ensenyament d'Oficials, rebent una comissió temporal l'abril de 1915. Va servir inicialment a la infanteria, com a tinent 2n del 32è Batalló dels Fusellers Reials i, el novembre de 1917, es va traslladar al Cos de Volant Reial com a un artiller. El 31 de juliol de 1918, el seu avió va ser abatut sobre Alemanya pel jove Hermann Göring, i Benjamin va passar la resta de la guerra com a presoner de guerra alemany al camp d'internament de Ruhleben, prop de Berlín. Allà va conèixer el compositor Edgar Bainton, que havia estat internat des de 1914, i que més tard es convertiria en director del Conservatori de Música de l'Estat de Nova Gal·les del Sud.

## Intèrpret, professor, adjudicatari
Tornant a Austràlia el 1919, Benjamin es va convertir en professor de piano al Conservatori de Música de l'Estat de Nova Gal·les del Sud a Sydney. Però el 1921 era altra volta a Anglaterra per ensenyar piano al Royal College of Music. Després del seu nomenament el 1926 a una càtedra a la RCM, que va ocupar durant els següents tretze anys, Benjamin va desenvolupar una carrera distingida com a professor de piano. Els seus alumnes més coneguts d'aquella època inclouen Muir Mathieson, Peggy Glanville-Hicks, Miriam Hyde, Joan Trimble, Stanley Bate, Bernard Stevens, Lamar Crowson, Alun Hoddinott, Dorian Le Gallienne, Natasha Litvin (més tard, la dona de Stephen Spender i un destacat pianista de concert), William Blezard i Benjamin Britten, la suite de Holiday Diary per a piano solista està dedicada a Benjamin i imita molts dels gestos del seu professor.
Benjamin també va ser adjudicador i examinador de la Junta associada de les "Royal Schools of Music", fet que el va portar a llocs com Austràlia, Canadà i les Índies Occidentals. Va ser a les Índies Occidentals on va descobrir la melodia autòctona, Mango Walk, en la qual va basar la seva peça més coneguda, Jamaican Rumba, una de les Two Jamaican Pieces compostes el 1938, per a la qual el govern jamaicà li va donar un any, un barril de rom gratuït com a gràcies per donar a conèixer el seu país. L'any 1945 es va publicar un arranjament de piano solista escurçat de la Rumba de Jamaica.

## Estrenes com a pianista
Arthur Benjamin va fer diverses estrenes importants, com ara:
- Concert per a piano núm. 1 d'Herbert Howells (1913)
- La suite d'Arthur Bliss Masks per a piano sol de (2 de febrer de 1926)
- Concert per a piano i 9 intèrprets de Constant Lambert (18 de desembre de 1931, Lambert dirigint)
- l'estrena britànica de Rhapsody in Blue de George Gershwin.

## Canadà
Benjamin va renunciar al seu càrrec a la RCM i va marxar per establir-se a Vancouver, Colúmbia Britànica, Canadà, on va romandre durant la guerra. El 1941, va ser nomenat director de la recentment formada Orquestra Simfònica CBR, ocupant el càrrec fins a 1946. Durant aquest temps va donar "literalment centenars" de primeres actuacions canadenques. Després d'una sèrie de xerrades i concerts de ràdio, a més de l'ensenyament musical, la direcció i la composició, es va convertir en una figura important de la vida musical canadenca. Va visitar freqüentment els Estats Units, emetent i organitzant moltes actuacions de música britànica contemporània. També va ser professor resident al "Reed College", Portland, Oregon entre 1944 i 1945, on hi destaquen la compositora Pamela Harrison i John Carmichael.

## La mort
Arthur Benjamin va ser homenatjat per la "Worshipful Company of Musicians" amb l'atorgament de la Medalla Cobbett l'any 1957. Va morir el 10 d'abril de 1960, als 66 anys, a l'Hospital Middlesex de Londres, a causa d'una reaparició del càncer que havia patit. El va atacar per primera vegada tres anys abans. Una explicació alternativa de la causa immediata de la mort és l'hepatitis, contreta mentre Benjamin i la seva parella, Jack Henderson, un canadenc que treballava en el negoci de l'edició musical, estaven de vacances amb el pintor australià Donald Friend a Ceilan (ara Sri Lanka).
Homenatges d'altres compositors

Herbert Howells va escriure una suite orquestral The Bs, en cinc moviments, cadascun celebrant un amic íntim. L'obra es va representar per primera vegada l'any 1914, i acaba amb un moviment de marxa heràldica titulat "Benjee", saludant a Arthur Benjamin, que l'any anterior havia estrenat el Concert per a piano núm. 1 de Howells. La peça orquestral de Howells Procession (escrita per 1922 Proms) està dedicada a Benjamin. Benjamin, al seu torn, va dedicar més tard el Saxophone Blues de tres pàgines (1929) a Howells.
El pianista i compositor australià Ian Munro, que té una afinitat especial amb Arthur Benjamin i ha gravat moltes de les seves obres per a piano, ha escrit una breu biografia de Benjamin.

## Composició
Obres orquestrals
Les obres orquestrals es van fer més habituals després de 1927: Rhapsody on Negro Themes (MS 1919); 'Concertino per a piano i orquestra (1926/7); Suite de música lleugera (1928); Obertura a una comèdia italiana (1937) i Suite Cotillon (1938). També va produir més d'una vintena de cançons i escenaris corals meticulosament elaborats.
El concert per a violí de 1932 va ser estrenat per Antoni Brosa, amb Benjamin dirigint l'Orquestra Simfònica de la BBC. La fantasia romàntica de Benjamin per a violí, viola i orquestra va ser estrenada per Eda Kersey i Bernard Shore l'any 1938, sota la direcció del compositor. El seu primer enregistrament va ser de Jascha Heifetz i William Primrose. La Masurca elegíaca de 1941 va ser encarregada com a part del volum commemoratiu "Homenatge a Paderewski" en honor al pianista polonès que havia mort aquell any. El ballet Orlando's Silver Wedding va aparèixer l'any 1951. El Concert Harmonica (1953) va ser escrit per a Larry Adler que el va interpretar moltes vegades i el va gravar almenys dues vegades.
Música de cambra

El manuscrit de la sonata per a violí inèdita en mi menor porta la data de 1918, l'única obra supervivent d'aquell any i una de les poques que va escriure Benjamin durant la guerra. Benjamin va continuar escrivint obres de cambra durant els anys següents: Tres peces per a violí i piano (1919–24); Tres impressions (veu i quartet de corda, 1919); Cinc peces per a violoncel (1923); Pastoral Fantasy (quartet de corda, 1924) (que va guanyar un premi Carnegie aquell any) i una Sonatina per a violí i piano (1924) que va ser gravada per Frederick Grinke el 1955.
El 1935, Benjamin va acompanyar el violoncel·lista canadenc de 10 anys Lorne Munroe en una gira de concerts per Europa. Tres anys més tard va escriure una Sonatina per a Munroe, que després va ser el violoncel·lista principal de l'Orquestra de Filadèlfia i la Filharmònica de Nova York, i també va gravar la peça.
Altres obres de cambra inclouen el Tombeau de Ravel per a clarinet i piano, un segon quartet de corda (1959) i el Quintet de vent (1960). Va tenir una admiració duradora per Maurice Ravel, la influència del qual és més evident a Tombeau de Ravel i la suite molt anterior de 1926 per a piano sol.
Òpera

Benjamin va escriure quatre òperes. L'òpera en un acte The Devil Take Her, amb llibret d'Alan Collard i John B. Gordon, es va produir per primera vegada al RCM l'1 de desembre de 1931, dirigida per Sir Thomas Beecham. Un altre personatge, Prima Donna (1932) va haver d'esperar fins al 23 de febrer de 1949 per a la seva estrena, al "Fortune Theatre" de Londres. El seu llibret era de Cedric Cliffe, fill del professor de piano de Benjamin a la RCM, Frederic Cliffe. Tots dos musicals van ser filmats per a televisió per la Comissió de Radiodifusió d'Austràlia.
A Tale of Two Cities (1950) i Mañana eren òperes de llarga durada. El llibretista del primer va ser novament Cedric Cliffe. Produït per primera vegada per Dennis Arundell durant el Festival de Gran Bretanya el 1951, va guanyar una medalla d'or i més tard va ser retransmesa en directe per BBC Radio 3 el 17 d'abril de 1953. Després d'aquesta actuació, Benjamin va revisar la peça en la seva versió final. L'òpera es va produir amb èxit d'aquesta forma a San Francisco l'abril de 1960, només uns dies abans de la seva mort. Va ser reviscut per la Divisió d'Òpera de la Facultat de Música de la Universitat de Toronto el març de 2023. Mañana va ser encarregada el 1955 i produïda per la televisió de la BBC l'1 de febrer de 1956. Malauradament, va ser considerat un fracàs en aquell moment i mai va reeixir.
Una cinquena òpera, Tartuffe, amb un llibret de Cedric Cliffe basat en Molière, va quedar inacabada a la mort de Benjamin. La partitura va ser completada pel compositor Alan Boustead i l'obra produïda per la "New Opera Company" a Sadler's Wells el 30 de novembre de 1964, dirigida per Boustead. Sembla que aquesta va ser l'única representació d'aquesta òpera.
Pel·lícules

Benjamin va ser igualment actiu com a escriptor de música per a pel·lícules, començant el 1934 amb The Scarlet Pimpernel (La Pimpinella Escarlata), una adaptació de la música de l'època napoleònica, i The Man Who Knew Too Much (1934, refet el 1956), d'Alfred Hitchcock, per a la qual Benjamin va compondre la Cantata de núvols de tempesta. Altres partitures inclouen les de la pel·lícula de 1947 d'Alexander Korda, An Ideal Husband, The Conquest of Everest, The Cumberland Story (1947), Steps of the Ballet (British Council/Central Office of Information 1948), Master of Bankdam (Holbein Films 1947), Above Us the Waves (Damunt nostre, les onades, 1955) i Fire Down Below (Foc amagat, 1957). Tot i que la majoria de les seves partitures musicals estan arxivades a la British Library, les seves partitures de pel·lícules es perderen completament. A part de l'edició de Boosey & Hawkes d'An Ideal Husband, l'única partitura supervivent és la Storm Clouds Cantata.